# اتفاقية التجارة الحرة بين دول مجلس التعاون الخليجي ودول رابطة الإفتا
اتفاقية التجارة الحرة بين دول مجلس التعاون الخليجي ودول رابطة الإفتا وقعت اتفاقية التجارة الحرة بين دول مجلس التعاون الخليجي ودول رابطة الإفتا في مدينة هامر النرويجية في 22 يونيو 2009، وتتكون الاتفاقية من 93 مادة قانونية وستة عشر ملحقًا، وتغطي الاتفاقية نواحي متعددة مثل التجارة في السلع، الخدمات، المشتريات الحكومية، المنافسة، الملكية الفكرية والإدارة وحل المنازعات. تشرف اللجنة المشتركة لدول المجلس ودول الإفتا على تطبيق الاتفاقية، كما تتضمن الاتفاقية آلية لحل النزاعات من خلال التحكيم. وبالإضافة إلى ذلك تشكل الاتفاقيات الزراعية الثنائية الموقعة بين كل دولة من دول الإفتا ودول مجلس التعاون جزءاً أصيلاً من الاتفاقية.

## المفاوضات
في اجتماع عقد بين مسئولين من الأمانة العامة لمجلس التعاون وسكرتارية رابطة التجارة الحرة الاوربية إفتا، أبدت دول الرابطة إفتا، التي تضم سويسرا والنرويج وأيسلندا وليختنشتاين، رغبتها في الوصول مع دول المجلس إلى صيغة لإعلان مبادئ للتعاون المشترك بين الجانبين، وقد وافق المجلس الوزاري لدول مجلس التعاون في دورته السبعين في مارس 1999م على التفاوض بشأن إعلان مبادئ للتعاون المشترك بين دول المجلس ودول إفتا، وفي الدورة الثانية والسبعين للمجلس الوزاري في سبتمبر 1999م تمت الموافقة على الصيغة النهائية لهذا الإعلان.
في 23 مايو 2000، تم التوقيع بين دول المجلس ودول رابطة التجارة الحرة الأوربية إفتا على وثيقة التعاون المشترك بينهما نصت على إنشاء لجنة مشتركة للتعاون. تم اعتماد الوثيقة من قبل المجلس الأعلى في دورته الحادية والعشرين (المنامة، ديسمبر 2000م). عقدت اللجنة المشتركة للتعاون اجتماعين استعرضت فيهما مجالات التعاون المنصوص عليها في إعلان المبادئ والنظر في كيفية تحقيق ذلك. كما عقد في مقر الأمانة العامة في فبراير 2006م اجتماع لمختصين من الجانبين ، تم فيه بحث آلية البدء في المفاوضات لإقامة منطقة تجارة حرة بين دول المجلس ودول رابطة التجارة الحرة الأوربية. بدأت المفاوضات للوصول إلى اتفاقية تجارة حرة بين دول المجلس ودول رابطة التجارة الحرة الأوربية إفتا باجتماع للمختصين من الجانبين عقد في جنيف خلال يونيو 2006م، وتلى ذلك عقد عدد من الجولات والاجتماعات الفنية. تم التوقيع النهائي على اتفاقية التجارة الحرة بين الجانبين في مدينة هامر في النرويج في 22 يونيو 2009. قررت دول مجلس التعاون لدول الخليج العربية ودول رابطة التجارة الحرة الأوروبية إدخال اتفاقية التجارة حيز التنفيذ اعتبارًا من 1 يوليو 2015. تعتبر اتفاقية التجارة الحرة المبرمة بين دول مجلس التعاون ودول رابطة الإفتا التي وقعت في 22 يونيو 2009 أول اتفاقية تجارة حرة تبرم بين دول المجلس كتجمع اقتصادي مع شريك اقتصادي خارج المنطقة العربية كتجمع اقتصادي ممثل في دول الإفتا.

## دول الاتفاقية
يتكون مجلس التعاون لدول الخليج العربية من 6 دول، هي الإمارات العربية المتحدة والمملكة العربية السعودية ومملكة البحرين وسلطنة عمان ودولة قطر ودولة الكويت. في حين تضم رابطة التجارة الحرة الأوروبية كل من: سويسرا والنرويج وأيسلندا وليختنشتاين. وقد بدأت دول الإفتا الـ 4 مفاوضاتها مع دول مجلس التعاون لإبرام الاتفاق في الرياض في عام 2006، وتم إبرامه في جنيف في عام 2008 بعد 5 جولات كاملة من المفاوضات.

## الاتفاقية
وتتكون الاتفاقية من 93 مادة قانونية وستة عشر ملحقا، وتغطي الاتفاقية نواحي متعددة مثل التجارة في السلع، الخدمات، المشتريات الحكومية، المنافسة، الملكية الفكرية والإدارة وحل المنازعات. رفعت الاتفاقية حجم التبادل التجاري بين دول مجلس التعاون الخليجي ومنطقة التجارة الحرة الأوربية إلى 9.8 مليار دولار في عام 2015، من 5.4 مليار دولار في عام 2007، وتعتبر دول مجلس التعاون الخليجي سادس أكبر وجهة لصادرات دول منطقة التجارة الحرة الأوربية. أبرز نواحي الاتفاقية:

### التجارة في السلع
تستفيد السلع الصناعية والأسماك والمنتجات البحرية الأخرى من الوصول إلى أسواق دول الإفتا بدون رسوم جمركية ابتداء من دخول الاتفاقية حيز التنفيذ. وبالنسبة إلى سلع دول الإفتا المستوردة إلى دول المجلس، فإن معطم السلع تدخل معفاة من الرسوم الجمركية من اليوم الأول لدخول الاتفاق حيز التنفيذ. وهنالك مجموعة من السلع تزال الرسوم الجمركية عنها بعد خمسة سنوات من بدء تطبيق الاتفاق. وهنالك سلع أخرى لا تزال الرسوم عنها، أو لا تدخل في نطاق الاتفاق. وتنص الاتفاقية على تبادل التنازلات التعرفية في السلع الزراعية المصنعة. وأما السلع الزراعية الأساسية فتغطيها الاتفاقيات الثنائية بين كل واحدة من دول الإفتا من جانب، ودول المجلس من جانب آخر. وفيما يخص قواعد المنشأ، التي تحدد هوية البضاعة، فإن الاتفاقية تبنت النموذج الأوروبي بما في ذلك شهادة المنشأ EUR1. وتتضمن الاتفاقية أحكاماً تغطي الإغراق، والدعم، والمؤسسات المملوكة للدولة، وحماية صحة النبات والحيوان، والمواصفات الفنية.

### التجارة في الخدمات
استمدت النصوص القانونية للتجارة في الخدمات من اتفاقية منظمة التجارة العالمية للخدمات، وهو الأمر المتبع في مفاوضات اتفاقيات التجارة الحرة لدول المجلس مع الدول والمجموعات الاقتصادية الأخرى. ويتم اتباع أسلوب القائمة الإيجابية في تدوين التزامات الخدمات لكلا الجانبين. وتتجاوز التزامات كل جانب في الاتفاقية التزاماته بموجب اتفاقية منظمة التجارة العالمية فيما يخص فتح الأسواق لتجارة الخدمات. وقد قدمت الإمارات التزامات إضافية في عدد من القطاعات مثل الخدمات المهنية، البيئية، الصحية، السياحية، النقل، الاتصالات، النقل البحري والبناء. ويضمن الفصل الخاص بالتجارة في الخدمات أن يعامل كل طرف مزودي الخدمات من الطرف الآخر بشكل لا يقل أفضيلة عن معاملة مزودي الخدمات الوطنيين. كما سيعمل الاتفاق على خفض المعوقات أمام الوصول إلى الأسواق.

### التأسيس والتجارة الإلكترونية
اتفق الجانبين على تضمين الاتفاق رسالة جانبية تلزمهما ببدء مفاوضات لفتح القطاعات الاستثمارية غير الخدمية مثل الزراعة والصناعة وذلك فيما لا يزيد عن سنتين من تاريخ تطبيق الاتفاقية. تتضمن الاتفاقية ملحقا خاصاً بالتجارة الإلكترونية بهدف تعزيز تبادل المعلومات، والتعاون، والمشاركة في التجارة الإلكترونية ولمتابعة التطورات من قبل الدول الأخرى في هذا المجال.

### المنافسة
يدرك أطراف الاتفاق أن الممارسات التجارية غير التنافسية قد تعيق التجارة بينهم. لذلك اتفقوا على أن يقوم كل طرف على تبني قوانين للمنافسة بغرض تجنب الممارسات غير التنافسية. وكذلك يتعهد الأطراف بالتعاون بينهم فيما يخص المسائل المتعلقة بتنفيذ قوانين المنافسة. وعلاوة على ذلك يتم إنشاء آلية للتشاور بين الأطراف. وستقوم اللجنة المشتركة بمراجعة أحكام المنافسة خصوصاً بعد تبني تشريع للمنافسة من قبل الأطراف اللذين ليس لديهم مثل هذا التشريع سابقاً.

### الملكية الفكرية
فيما يخص الملكية الفكرية، يؤكد الأطراف على حقوقهم والتزاماتهم بموجب اتفاقيات منظمة التجارة ذات الصلة. وكذلك التزمهم بالتفاوض لعمل ملحق خاص بالملكية الفكرية فيما لا يزيد عن عامين من تاريخ تطبيق الاتفاقية. وفي الوقت الراهن، يتم اللجوء إلى آلية خاصة للتشاور في حالة وجود مشاكل في مجال الملكية الفكرية تؤثر في التجارة بين الأطراف.

### المشتريات الحكومية
يتضمن الاتفاق فصلاً خاصاً بالمشتريات الحكومية ينظم ويضبط مشاركة الشركات من دول المجلس في المشتريات الحكومية لدى دول الإفتا وبالعكس. ويهدف الفصل إلى إتاحة المشاركة في عطاءات الشراء الحكومي وضمان الشفافية والنزاهة في ذلك من خلال مبدأ عدم التمييز ومبدأ المعاملة الوطنية. ويتناول الفصل الإجراءات التي يجب على هيئات الشراء الحكومية المشمولة اتباعها في سياق مشاركة شركات الأطراف بعطاءات شراء للسلع والخدمات وخدمات البناء التي تتجاوز قيمتها الحدود المنصوص عليها في الاتفاقية.

### الإدارة وحل المنازعات
ينشأ الاتفاق لجنة مشتركة تشرف على إدارة الاتفاقية وتطويرها. ويمكن للجنة أن تتخذ القرارات فيما يخص المسائل المنصوص عليها في الاتفاقية وأن تتخذ توصيات بشأن الأمور الأخرى. وأما الفصل الخاص بحل المنازعات (الفصل الثامن) فهو يتضمن الأحكام والإجراءات لتسوية النزاعات التي قد تنشأ بين الأطراف في سياق تطبيق الاتفاقية.